# Kotlina Rożniawska

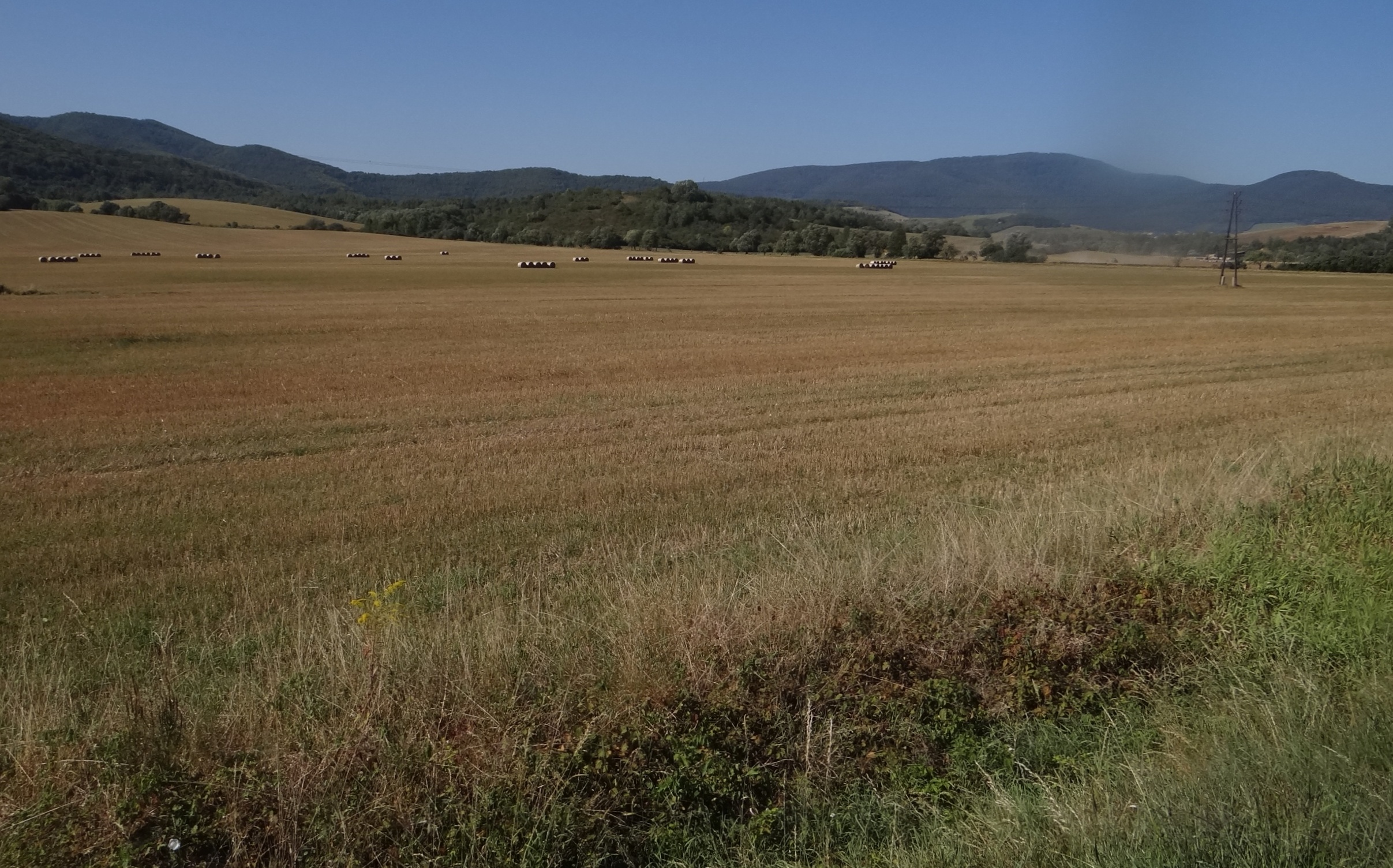
Kotlina Rożniawska między miejscowościami Brzotín i Rożniawa

Kotlina Rożniawska (słow. Rožňavská kotlina) – niewielka kotlina śródgórska w Wewnętrznych Karpatach Zachodnich, na pograniczu Rudaw Spiskich (na północy) i Krasu Słowacko-Węgierskiego (na południu). Rzeka Slaná rozdziela ją na dwie części: wschodnią i zachodnią.
Kotlina Rożniawska leży w całości na terenie Słowacji. Ciągnie się z zachodu na wschód na długości ok. 16 km. Od południa ograniczona jest stromymi zrębami płaskowyżów Krasu Słowacko-Węgierskiego: Pleszywskiego i Silickiego, natomiast od północy wyraźnie łagodniejszymi stokami Rudaw Spiskich (a konkretnie: Gór Wołowskich). Na zachodzie, za wsią Rožňavské Bystré, płytkie siodło Przełęczy Honczańskiej (słow. Hončjanske sedlo, ok. 430 m n.p.m.) oddziela Kotlinę Rożniawską od doliny Štítnika. Na wschodzie, za wsią Drnava, dolina potoku Čremošná łączy ją z niewielką Bruzdą Borczańską (słow. Bôrčianska brazda, nazwa od wsi Bôrka). Na południu Kotlina, wzdłuż doliny Slanej, wciska się na głębokość 5-6 km pomiędzy oba wspomniane wyżej płaskowyże: Pleszywski i Silicki.
Wysokość dna Kotliny zmienia się od ok. 270 do 450 m, a wysokości względne wzniesień na jej terenie sięgają od 80 do 120 m. Najwyższym punktem Kotliny jest szczyt Sedlo (470 m), najniższym miejsce, w którym Slaná opuszcza teren Kotliny (ok. 245 m).
W centralnej części Kotliny, nad rzeką Slaną, leży miasto Rożniawa. Teren Kotliny, w całości odlesiony, jest intensywnie użytkowany rolniczo, a w jej południowej części, u stóp Płaskowyżu Silickiego, funkcjonuje kompleks stawów rybnych (tzw. Brzotinsky rybnik).